# Fridolin von Senger und Etterlin
Frido von Senger und Etterlin (født 4. september 1891, død 9. januar 1963) var en tysk general under 2. verdenskrig.
Frido von Senger und Etterlin blev født i Waldshut, Tyskland, ind i en aristokratisk katolsk familie. Han startede sin militære karriere i 1910, i artilleriet. Derefter studerede han i Oxford på et udvekslingstipendium.
Efter 1. verdenskrig, fortsatte han i Reichswehr som officer i 18. kavaleriregiment. Han blev forfremmet til kaptajn i 1927, oberstløjtnant i 1936, og til sidst oberst i 1939, mens han havde kommandoen over det 22. kavaleriregiment.
Under Slaget om Frankrig kommanderede von Senger und Etterlin Schnelle Brigade von Senger. Han var også en del af den tyske kommission, som skulle få den fransk-italiensk våbenhvile i 1940 på plads. I 1941 blev han forfremmet til generalmajor.
Den 10. oktober 1942, fik von Senger und Etterlin kommandoen over den 17. Panzer-Division i det sydlige Rusland. 1. maj 1943, blev han forfremmet til generalløjtnant. I juni 1943 fik han kommandoen over de tyske tropper på Sicilien under Operation Husky. I august 1943, fik han kommandoen over de tyske tropper på Sardinien og Korsika. Han håndterede tilbagetrækningen fra disse øer meget godt, da de tyske styrker kom tilbage i god stand. Den 8. oktober 1943 fik han kommandoen over XIV Panzer Korps i Italien, og den 1. januar 1944 blev han forfremmet til general ("General der Panzertruppen").
Under Slaget om Monte Cassino, var von Senger und Etterlin ansvarlig for det meget vellykkede forsvar af Gustavslinjen, som inkluderede Monte Cassino. De tyske stillinger blev først gennembrudt af de Allierede i maj 1944.
Frido von Senger und Etterlin var ikke tilhænger af nazismen, men i modsætning til andre af de mange anti-nazistiske hærledere, var han ikke med i attentatet mod Hitler.
Efter krigen nedskrev han sine erindringer i bogen "Neither Fear nor Hope" (engelsk oversættelse), og han fortsatte med at skrive om militære teorier.
I efterkrigstiden var han en del af en BBC Radio diskussion om Slaget om Monte Cassino med Dan Davin og Desmond (Paddy) Costello, der ligesom Davin havde været i Freyberg’s Intelligence team.
Han blev interviewet på BBC-programmet Face to Face i 1960.
Frido von Senger und Etterlin døde i Freiburg.

## Medaljer
- Jernkorset 2. og 1. Klasse
- Jernkorsets ridderkors med egeløv
  - Ridderkors (8. februar 1943)
  - Egeløv (5. april 1944)